# 마일드 비츠
마일드 비츠(Mild Beats, 본명: 서동현, 1976년 10월 5일 ~ )는 대한민국의 힙합 비트 메이커 겸 힙합 프로듀서이다. 2002년에 'Infected Beats'라는 크루에서 활동을 시작하였으며, 2005년 1집 앨범 《Loaded》로 이름을 알렸다. 이 앨범은 당시 평단과 리스너들의 지지를 받으며 지금까지도 한국 힙합의 대표 앨범 중 하나로 회자되고 있다. 그 후로도 DJ 겸 음악 프로듀서 프라이머리와 프로젝트 앨범을 발매하였고, 라임어택, 어드스피치, 차붐, 소리헤다, 던말릭 등의 래퍼들과 프로젝트 앨범을 발매하기도 하였다. 오랜 시간 여전히 활발한 음반 작업과 활동을 이어가고 있는 힙합 프로듀서이다.

## 디스코그래피
음반 목록은 다음과 같다.
- 2005년 11월 18일 1집 Loaded
- 2006년 4월 3일 프로젝트 앨범 Message From Underground 2006 (with 라임어택)
- 2007년 2월 20일 스페셜 앨범 Never Sold Out
- 2008년 3월 20일 프로젝트 앨범 Back Again (with 프라이머리)
- 2008년 11월 17일 프로젝트 앨범 M and A (with 어드스피치)
- 2010년 7월 7일 프로젝트 앨범 Still Ill (with 차붐)
- 2011년 11월 29일 프로젝트 앨범 煙雨 (with 소리헤다)
- 2013년 5월 15일 2집 Beautiful Struggle
- 2015년 3월 31일 프로젝트 EP 탯줄 (with 던말릭)
- 2018년 6월 20일 3집 Secondhand Smoking
- 2020년 11월 11일 4집 화면조정

### Nobodylove (노바디러브)
- 2020년 2월 5일 싱글 앨범 Nobodylove[4]
- 2020년 2월 19일 싱글 앨범 Closed[4]